# Käthe von Nagy
Käthe von Nagy (nascuda a Subotica, Voivodina, Imperi Austrohongarès -actual Sèrbia–, com a Ekaterina Nagy von Cziser, 4 d'abril de 1904 – Los Angeles, EUA, 20 de desembre de 1973) fou una actriu hongaresa del cinema alemany mut i posteriorment sonor durant la República de Weimar i el Tercer Reich als estudis UFA així com a França.

## Biografia
Käthe von Nagy era filla d'un banquer i va ser enviada per la família a estudiar al convent de Santa Christiana, a prop de Viena. Després de divuit mesos al convent, va anar a l'escola secundària a Viena, i finalment en un internat. Durant aquest període, també va fer classes d'equitació i esgrima.
Havia estudiat actuació i dansa a Budapest i es va traslladar a Berlín, on, seguint la seva vocació literària, fou corresponsal del diari hongarès Pesti Hírlap. Debutà en el cinema el 1927, amb Männer vor der Ehe (1927) i Wien, du Stadt meiner Träume (1927). Va treballar en diverses pel·lícules mudes i el 1930 va començar en el cinema sonor amb el film Der Andere.
Des de 1931 va treballar en diverses pel·lícules dels estudis UFA, amb Kurt Gerron i Hans Albers, entre d'altres, i en diversos films de propaganda del nacionalsocialisme, al costat de Brigitte Horney, Beniamino Gigli i Gustav Fröhlich.
A partir de 1937 va treballar sobretot en papers de parla francesa, però també va aparèixer en produccions de cinema italianes i austríaques. En alguns casos es feia una doble versió, amb certes modificacions, cosa que en facilitava la distribució.
La seva imatge es va fer molt coneguda com a model de targetes postals –una moda molt de l'època–, cosa que va beneficiar la seva popularitat. A causa d'aquesta notorietat, el 1940 va rebre la proposta de Himmler per ser la cara de les nines sexuals que es volia proporcionar als soldats alemanys al front, però ella s'hi va negar. El projecte tampoc no es va arribar a fer.
Käthe von Nagy va estar casada primer amb el director Constantin J. David i després amb el francès Jacques Fattini.

## Recreacions i memòria
Maria Aurèlia Capmany donà el seu nom a l'última personalitat que adopta Carola, la protagonista de la novel·la Feliçment jo soc una dona. El personatge, en el període en què viu a París i té un restaurant a Saint-Germain, es fa passar per hongaresa i adopta el cognom de l'actriu:
«En canvi, el nom que m'havien atorgat els documents era ben clar: Judith, perquè el nom de Judith m'agradava, i Nagy, en record d'una actriu que es deia Kate de Nagy, que era bonica i bruna i dolça i hongaresa.»

## Filmografia
- Männer vor der Ehe (1927)
- Wien, du Stadt meiner Träume (1927)
- Der Anwalt donis Herzens (Wilhelm Thiele, 1927)
- Gustav Mond... Du gehst sota stille (1927)
- Das brennende Schiff/Li bateau de verre (1927)
- Die Sandgräfin (1927)
- Die Durchgängerin (Hanns Schwarz, 1927/28)
- Die Königin seines Herzens (1927/28)
- Die Republik der Backfische (1928)
- Der Weg durch die Nacht (1929)
- Rotaie (Italien, Mario Camerini 1929)
- Mascottchen (Felix Basch, 1928/29)
- Aufruhr im Junggesellenheim (1929)
- Die kleine Veronika (Robert Land,1929)
- Ihre Majestät die Liebe (1930)
- Gaukler/Les Saltimbanques (Italien/Frankreich 1930)
- Der Andere (Robert Wiene, 1930)
- Ronny (1931)
- Meine Frau, die Hochstaplerin (Kurt Gerron, 1931)
- Ihre Hoheit befiehlt (Hanns Schwarz, 1931)
- Le capitaine Craddock (1931)
- Das schöne Abenteuer/La belle aventure (Reinhold Schünzel, 1932)
- Der Sieger/Li Vainqueur (Hans Hinrich et Paul Martin, 1931/32)
- A moi le jour, à toi la nuit (Ludwig Berger, 1932)
- Un jour viendra (1933)
- Au bout du monde (1933)
- Flüchtlinge (Gustav Ucicky, 1933)
- Nuit de mai (1934)
- Der junge Baron Neuhaus (Gustav Ucicky, 1934)
- La jeune fille d'une nuit (1934)
- Einmal eine großi Dame sein (Gerhard Lamprecht, 1933/34)
- Die Töchter Ihrer Exzellenz (1934)
- Die Freundin eines großen Mannes (Paul Wegener, 1934)
- Prinzessin Turandot/Turandot. Princesse de Chine (1934)
- Liebe, Tod und Teufel/Le diable en bouteille (Heinz Hilpert, Reinhart Steinbicker, 1934/36)
- Die Pompadour (Willy Schmidt-Gentner, 1935)
- La route impériale (Frankreich 1935)
- Le Chemin de Rio (Robert Siodmak,1936)
- Au Maria (Johannes Riemann, 1936)
- La Bataille silencieuse (1937)
- Cargaison blanche (1937)
- Finale/Die unruhigen Mädchen (Geza von Bolvary, 1937/38)
- Nuits de princes (1938)
- Am seidenen Faden (Robert A. Stemmle, 1938) – Lissy Eickhoff
- Unsere kleine Frau/Mia moglie si diverte (Paul Verhoeven (1938).
- Accord final (1938)
- Salonwagen E 417 (Paul Verhoeven, 1938/39)
- Renate im Quartett (1939)
- Mahlia la métisse (1943)
- Alarm in St. Juano/Cargaison clandestine (1948)
- Die Försterchristl (1952)